# Marguerite Périer

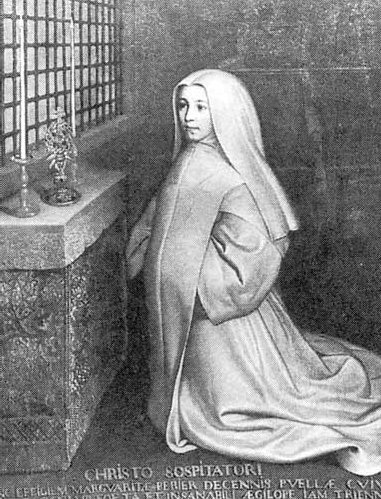
Marguerite Périer

Marguerite Périer (* 6. April 1646 in Clermont-Ferrand; † 14. April 1733 ebenda) war eine französische Nonne und die Nichte von Blaise Pascal. Bekanntheit erlangte sie durch die wundersame Heilung einer das Gesicht entstellenden Geschwulst.

## Familie
Marguerite war die Tochter von Gilberte Pascal, der um drei Jahre älteren Schwester des Blaise Pascal. Ihr Vater, Florin Périer, half Pascal gelegentlich bei der Durchführung von Experimenten, etwa 1648 dem der Leere in der Leere. Marguerites Tante Jacqueline, die jüngere Schwester Pascals, trat – gegen den Willen ihres Bruders – 1652 in das jansenistische Kloster Port Royal des Champs ein.

## Die Krankheit
Als Zehnjährige litt Marguerite schon mehrere Jahre lang an einer chronischen Krankheit. Es soll sich dabei um eine Tränenfistel am linken Auge gehandelt haben. Diese hatte angeblich das Nasenbein angegriffen und den Gaumen durchlöchert. Die Umgebung des Auges war stark angeschwollen. Viele namhafte Ärzte und Chirurgen waren erfolglos zu Rate gezogen worden, man riet als letzten Ausweg zum „Ausbrennen“ der „Geschwulst“.

## Das Wunder vom heiligen Dorn
Seit 1654 war Marguerite dem Kloster Port Royal des Champs zur Erziehung anvertraut. Am 24. März 1656 war die Reliquie eines Dorns aus der Dornenkrone Christi, in die Kirche von Port Royal gebracht worden. Auf Anraten ihrer Lehrerin berührte Marguerite mit dem kranken Auge den Dorn. Noch am selben Abend war das Auge vollkommen geheilt. Einige Tage später untersuchten die Ärzte das Kind erneut und befanden es als vollkommen gesund.
Dieses Wunder war für Blaise Pascal von so zentraler Bedeutung, dass er seine Zeugenschaft am 8. Juni 1656 in einer juristisch beglaubigten Niederschrift dokumentierte. Es besagt: „Blaise Pascal, écuyer (Ritter), wohnhaft in dieser Stadt Paris, im Kloster St. Médéric, ungefähr zweiunddreißig Jahre alt, bezeugte den Inhalt dieser Niederschrift des oben genannten Ereignisses, nachdem er geschworen hatte, die Wahrheit zu sagen.“
Gegen den Widerstand der Jesuiten, die als Gegner der Jansenisten auf einer gründlicheren Untersuchung bestanden, bestätigten die örtlichen Vertreter der Kirche das Wunder. Bei der darauffolgenden Dankmesse wurde Marguerite Périer auf einem besonderen Platz dem Volk vorgezeigt und daraufhin das Ereignis in einem Kupferstich verewigt.
Marguerite Périer lebte bis ins hohe Alter in Clermont, wo sie am 14. April 1733 starb. Postum wurde ihre Abhandlung über den 1664 verstorbenen Priester und Theologen Antoine Singlin veröffentlicht (Utrecht, 1740). Weiterhin schrieb sie detaillierte Erinnerungen an ihren Onkel Blaise Pascal nieder. Diese waren Bestandteil der Bibliothek des Abbé Claude Pierre Goujet (1697–1767) und später im Besitz des Herzogs von Charost.